# Saint-Nazaire (Loire-Atlantique)
Saint-Nazaire település Franciaországban, Loire-Atlantique megyében. Lakosainak száma 73 111 fő (2022. január 1.). Saint-Nazaire La Baule-Escoublac, Montoir-de-Bretagne, Pornichet, Saint-André-des-Eaux, Saint-Joachim és Trignac községekkel határos.

## Népesség
A település népessége az elmúlt években az alábbi módon változott:
| Lakosok száma | 63 289 | 68 348 | 64 812 | 68 838 | 68 513 | 69 784 | 69 993 | 71 394 | 71 887 | 73 111 |
|               | 1968   | 1982   | 1990   | 2006   | 2013   | 2015   | 2017   | 2019   | 2020   | 2022   |

## Híres személyek
- itt született Daniel Eon (1939–2021) válogatott francia labdarúgó